# 38. Międzynarodowy Festiwal Filmowy w Wenecji
38. Międzynarodowy Festiwal Filmowy w Wenecji odbył się w dniach 2–12 września 1981 roku.
Jury pod przewodnictwem włoskiego pisarza Italo Calvino przyznało nagrodę główną festiwalu, Złotego Lwa, niemieckiemu filmowi Czas ołowiu w reżyserii Margarethe von Trotty. Drugą nagrodę w konkursie głównym, Nagrodę Specjalną Jury, przyznano ex aequo brazylijskiemu filmowi Nie noszą krawatów w reżyserii Leona Hirszmana oraz włoskiemu filmowi Złote sny w reżyserii Nanniego Morettiego.

## Członkowie jury

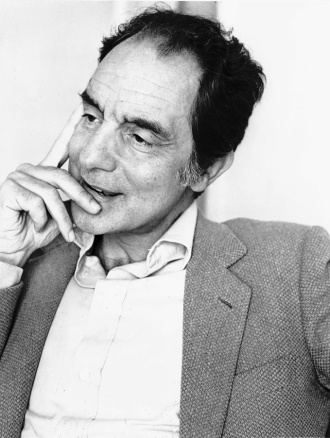
Przewodniczący jury konkursu głównego Italo Calvino

### Konkurs główny
- Italo Calvino, włoski pisarz − przewodniczący jury[2]
- Marie-Christine Barrault, francuska aktorka
- Peter Bogdanovich, amerykański reżyser
- Luigi Comencini, włoski reżyser
- Manoel de Oliveira, portugalski reżyser
- Jesús Fernández Santos, hiszpański reżyser
- Mohammed Lakhdar-Hamina, algierski reżyser
- Siergiej Sołowjow, rosyjski reżyser
- Krzysztof Zanussi, polski reżyser